# Hällstorpsdammen
Hällstorpsdammen är en sjö i Jönköpings kommun i Småland och ingår i Motala ströms huvudavrinningsområde. Sjöns area är 0,068 kvadratkilometer och den är belägen 145 meter över havet.